# Initiative populaire « contre les abus dans le droit d'asile »
L'initiative populaire « contre les abus dans le droit d'asile » est une initiative populaire fédérale suisse, acceptée par les cantons mais rejetée par le peuple le 24 novembre 2002.

## Contenu
L'initiative demande la création d'un article 121 dans la Constitution fédérale pour fixer une série de mesures visant à diminuer l'intérêt de la Suisse comme terre d'asile. Parmi ces mesures, l'initiative prévoit le refus d'entrée en matière pour un requérant d'asile entré dans le pays via un État tiers réputé sûr.
Le texte complet de l'initiative peut être consulté sur le site de la Chancellerie fédérale.

## Déroulement

### Contexte historique
Dès le début des années 1990, les demandes d'asile en Suisse augmentent fortement alors que la population étrangère résidente reste stable. Comme le signale l'UDC dans une précédente initiative sur le même thème déposée en 1993, « des milliers de personnes pénètrent illégalement dans notre pays depuis des années. Une fois sur place, elles demandent l'asile ». La première initiative a déjà pour but de réduire l'attractivité du pays et de renforcer les contrôles des demandes d'asile ; elle est lancée en parallèle avec les Démocrates suisses qui lancent une initiative « pour une politique d'asile raisonnable ». Cette dernière sera cependant déclarée nulle par le Parlement le 14 mars 1996.
Quelques années plus tard, l'UDC revient sur le sujet avec cette initiative justifiée par le fait, selon les initiants, que seuls 10 % des requérants sont des réfugiés reconnus et que la grande majorité d'entre eux sont « des gens qui profitent du droit d’asile pour gagner de l’argent pendant un certain temps ou, pire, pour se livrer à des activités criminelles ».

### Récolte des signatures et dépôt de l'initiative
La récolte des 100 000 signatures nécessaires débute le 25 mai 1999. Le 13 novembre de l'année suivante, l'initiative est déposée à la Chancellerie fédérale, qui constate son aboutissement le 4 décembre.

### Discussions et recommandations des autorités
Des opposants à l’initiative remettent en cause les notions de faux réfugiés et d’abus. Ils dénoncent l’ambivalence des autorités qui proclament la Suisse « terre d’asile » tandis que l’administration fédérale traque les « faux réfugiés ».
Le Parlement et le Conseil fédéral recommandent tous deux le rejet de l'initiative. Dans son message adressé à l'Assemblée fédérale, le Conseil fédéral déclare qu'une grande partie des objectifs poursuivis par les initiants sont atteints en appliquant simplement la législation en vigueur et remet en cause la pertinence d'autres mesures, telles que la diminution des prestations médicales ou l'accès au marché du travail pour les requérants d'asile.
Les recommandations de vote des partis politiques sont les suivantes : 
| Parti politique              | Recommandation |
| ---------------------------- | -------------- |
| Démocrates suisses           | oui            |
| Lega dei Ticinesi            | oui            |
| Parti chrétien-conservateur  | non            |
| Parti chrétien-social        | non            |
| Parti démocrate-chrétien     | non            |
| Parti évangélique            | non            |
| Parti libéral                | non            |
| Parti de la liberté          | non            |
| Parti radical-démocratique   | non            |
| Parti socialiste             | non            |
| Parti suisse du travail      | non            |
| Union démocratique du centre | oui            |
| Union démocratique fédérale  | oui            |
| Les Verts                    | non            |

### Votation
Soumise à votation le 24 novembre 2002, l'initiative est acceptée par 10 5/2 cantons, mais refusée par 50,1 % des suffrages exprimés. Le tableau ci-dessous détaille les résultats par canton :